# واندا دي
واندا دي (بالإنجليزية: Wanda Dee)‏ هي مغنية مؤلفة أمريكية، ولدت في 12 أبريل 1963.

## وصلات خارجية
- واندا دي على موقع ميوزك برينز (الإنجليزية)
- واندا دي على موقع ديسكوغز (الإنجليزية)